# Naples (Florida)
Naples és una població dels Estats Units, que forma part del comtat de Collier, a l'estat de Florida. Segons el cens de l'1 de juliol de 2007 tenia 21.653 habitants.

## Demografia
Segons el cens del 2000, Naples tenia 20.976 habitants, 10.803 habitatges, i 6.568 famílies. La densitat de població era de 673,2 habitants/km².
Dels 10.803 habitatges en un 10,9% hi vivien nens de menys de 18 anys, en un 53,8% hi vivien parelles casades, en un 5% dones solteres, i en un 39,2% no eren unitats familiars. En el 34% dels habitatges hi vivien persones soles el 20,1% de les quals corresponia a persones de 65 anys o més que vivien soles. El nombre mitjà de persones vivint en cada habitatge era d'1,92 i el nombre mitjà de persones que vivien en cada família era de 2,38.
Per edats la població es repartia de la següent manera: un 10,9% tenia menys de 18 anys, un 2,3% entre 18 i 24, un 14,5% entre 25 i 44, un 30% de 45 a 60 i un 42,3% 65 anys o més.
L'edat mediana era de 61 anys. Per cada 100 dones de 18 o més anys hi havia 83,9 homes.
La renda mitjana per habitatge era de 58.641 $ i la renda mediana per família de 117.040 $. Els homes tenien una renda mitjana de 86.092 $ mentre que les dones 30.948 $. La renda per capita de la població era de 61.141 $. Entorn del 3,1% de les famílies i el 5,9% de la població estaven per davall del llindar de pobresa.

## Poblacions més properes
El següent diagrama mostra les poblacions més properes.

## Economia
L'economia de Naples està basada principalment en el turisme, i es va basar històricament en el desenvolupament de promocions immobiliàries i en l'agricultura. A causa de la seva proximitat als Everglades i les Deu Mil Illes, Naples és també popular entre els ecoturistes.
Les empreses amb seu a Naples inclouen Beasley Broadcast Group i ASG, a més de nombroses petites empreses. A causa de la riquesa present al Comtat de Collier, Naples és també la llar de moltes petites organitzacions sense ànim de lucre.
L'àrea metropolitana de Naples és també la llar dels principals ocupadors privats. L'empresa Health Management Associates (inclosa dins la Llista Fortune 1000), les empreses de tecnologia NewsBank i INgage Xarxes, i el fabricant d'equips mèdics Arthrex, estan situades al nord de la ciutat North Naples.
El 2009, Naples va ser catalogada com una de les 10 ciutats cars val el seu alt cost.